# Копитова
Копитова (пол. Kopytowa) — село в Польщі, у гміні Хоркувка Кросненського повіту Підкарпатського воєводства.
Населення — 1398 осіб (2011).
У 1975-1998 роках село належало до Кросненського воєводства.

## Демографія
Демографічна структура станом на 31 березня 2011 року:
|          | Загалом | Допрацездатний вік | Працездатний вік | Постпрацездатний вік |
| -------- | ------- | ------------------ | ---------------- | -------------------- |
| Чоловіки | 685     | 199                | 431              | 55                   |
| Жінки    | 713     | 180                | 398              | 135                  |
| Разом    | 1398    | 379                | 829              | 190                  |